# Joaquín Verdugo Landi
Joaquín Verdugo Landi (Málaga, 1868-Madrid, 1922) fue un escritor y periodista español.

## Biografía
Habría nacido hacia 1868 en Málaga. Literato, periodista y autor dramático figuró en unión de sus hermanos Francisco Verdugo Landi y Ricardo Verdugo Landi como redactor de Las Noticias de Málaga, además de colaborar en otras publicaciones locales. Más adelante se trasladó a Madrid e ingresó en los periódicos de Prensa Gráfica, donde popularizó el pseudónimo de «El Detective Ros Koff». Falleció en la madrugada del 26 al 27 de noviembre de 1922 en Madrid y fue enterrado en el cementerio de la Almudena. Dejó escritas algunas obras para el teatro, entre las que puede mencionarse la comedia Las dos huérfanas, y un libro de narraciones, titulado Aventuras del detective Ros-Koff.